# Russischer Mat
Mat (russisch мат, матерщи́на materschtschina oder ма́терный язы́к materny jasyk) bezeichnet ein eingeschränktes, aber in der Wortbildung sehr produktives Register der obszönen Lexik der russischen Umgangssprache. Die Besonderheit dieser russischen Vulgärsprache im Vergleich zu anderen slawischen Sprachen, in denen auf die gleichen oder sehr ähnliche Wörter zurückgegriffen wird, besteht lediglich in der starken Tabuisierung.

## Beschreibung
Der Begriff bedeutete ursprünglich so viel wie „lautes Geschrei“ (worauf die Redewendung „орать благим матом“ („orat’ blagim matom“) schließen lässt). Der Mat gehört zur russischen Umgangssprache; die Lexik des Mat ist weitgehend tabuisiert.

## Öffentlicher Gebrauch seit den 1980er Jahren
Seit der Zeit von Glasnost und Perestroika sind einige russische Filme auf den Markt gekommen, in denen Mat gesprochen wird. Solche Filme haben je nach Häufigkeit der Mat-Verwendung eine Altersfreigabe von 16 oder 18 Jahren, werden also Filmen mit Gewalt, Blutvergießen oder expliziten sexuellen Handlungen gleichgestellt. Der Mat hat damit einen ganz anderen Status als der Gebrauch von Schimpfwörtern im deutschsprachigen Raum.
Während Mat in der Literatur früher selten verwendet und dann meist durch Punkte oder Auslassungen „unkenntlich“ gemacht wurde, ist er in den letzten Jahren durchaus auch in dem Massenpublikum zugänglichen Werken vertreten, z. B. bei Eduard Limonow, Wiktor Pelewin oder Wladimir Sorokin.
In einigen Spielarten des Punkrock und Heavy Metal gehört Mat inzwischen zur Normalität, was sich in den Texten von Bands wie Graschdanskaja Oborona, Krasnaya Plesen, Sektor Gasa oder Leningrad widerspiegelt. Auch das Popduo t.A.T.u. protestierte 2003 mit T-Shirts mit der Aufschrift Chui woine! (russisch Хуй войне!; etwa „Scheiß Krieg!“ oder wörtlich übersetzt „Schwanz dem Krieg!“) gegen den Irak-Krieg und löste damit einen Skandal aus. Der russische Sänger und Schauspieler Nikita Dschigurda nutzt in seinen Songs und Gedichten gezielt Mat als Stilmittel (z. B. sein Gedicht «про хуй» auf YouTube) und „spricht“ gerne in Mat-Form in Interviews.
Mit der verbreiteten, relativ anonymen Nutzung des Internets seit den 2000er Jahren wurde die Verwendung von Mat sichtbarer – oft in Verbindung mit sexistischem, homophobem, xenophobem oder antisemitischem Slang bzw. absichtlicher Falschschreibung vieler Wörter.
Beschwerden wurden nicht selten wegen vulgärer und beleidigender Äußerungen auf Russisch in Videospielen wie CS: GO eingereicht. Änderungen der Zensierung wurden in vielen der populären Videospiele nicht vorgenommen. Studien nehmen darum häufiger derartige Fälle unter die Lupe, um die jugendlichen Einstellungen zu studieren. Dieses Vorgehen wird vom Staat gefördert.

## Schlüsselwörter
Der russische Mat greift auf vier Schlüsselbegriffe zurück, die durch Präfixe und Suffixe eine schier endlose Vielzahl an Substantiven, Adjektiven und Verben ergeben:
- Chui (russisch хуйⓘ/?) – Schwanz (der wahrscheinlichste Ursprung ist von protoslawisch hvoj: Nadel, etwas Stechendes (vgl. хвоя = Nadeln (eines Baums)))
- Pisda (russisch пиздаⓘ/?) – Fotze
- Jebat′ (russisch ебатьⓘ/?) – ficken (von protoslawisch jebti: schlagen)
- Bljad′ (russisch блядьⓘ/?) – Hure (vgl. блуд: Laster, Unzucht, блудница = Nutte, Sünderin) oder Scheiße (Ausdruck des Fluchens)

Diese Begriffe und ihre abgeleiteten Formen können, je nach Zusammenhang, viele verschiedene Bedeutungen annehmen, die mit der Ursprungsbedeutung häufig nichts zu tun haben, z. B. пиздеть (pisdet′) = „lügen“, пиздить (pisdit') = „stehlen“ oder „prügeln“ je nach Kontext, пиздец (pisdez) = etwa „Untergang“, „Katastrophe“, „alles im Arsch“. Es existiert auch eine Vielzahl von Redewendungen, die auf Mat-Schlüsselbegriffen aufbauen, unter anderem der weit über die Grenzen des russischen Sprachraums hinaus berüchtigte „Mutterfluch“ ёб твою матьⓘ (job twoju mat; zu Deutsch „ficke deine Mutter“; ursprünglich auch „ich habe deine Mutter gefickt“, da job auch eine veraltete Vergangenheitsform von jebat′ darstellt). Redewendungen im Mat werden also nicht unbedingt wörtlich gedeutet, wie „idi na chui/cher“ oder „poschol na chui/cher“ heißen zwar wörtlich übersetzt „geh auf den Schwanz“, haben jedoch die Bedeutung „verpiss dich“ oder „lass mich in Ruhe“. Andere Beispiele sind „bljad“, das zwar „Hure“ bedeutet, aber als unmittelbare Reaktion auf einen Misserfolg gesagt werden kann, oder auch die Wörter „jebat“ und „pisdez“, die oft beim negativen Überraschtsein oder bei Missgeschicken spontan ausgerufen werden.
Auch Begriffe, die sonst alltägliche Begriffe sind, können zum Fluchen in stressigen Situationen verwendet werden. So kann aus блин (auf Deutsch „Pfannkuchen“) eine Reaktion eines Missgeschicks und собака (auf Deutsch „Hund“) eine direkte Beleidigung auf eine nervende oder unangenehme Person sein. So können allein aus der Situation Schimpfwörter entstehen, die sonst im anderen Zwecke verwendet werden.
Im engeren Sinne zählen nur diese vier Schlüsselbegriffe sowie die aus ihnen abgeleiteten Wörter und Redewendungen zum Mat. Es gibt jedoch eine Reihe weiterer Schimpfwörter im Russischen, die manchmal ebenfalls fälschlich dem Mat zugeschrieben werden, weil sie als mehr oder weniger unanständig gelten und daher – zumindest nach Ansicht der etwas prüderen Fraktion – ebenfalls tabuisiert gehören. Das sind beispielsweise die folgenden Begriffe:
- Cher (russisch хер) – Schwanz – Verwendung ist nahezu identisch wie die von Chui; wo Letzteres eingesetzt ist, ohne sich konkret auf den „Schwanz“ zu beziehen, kann man auch Cher einsetzen, ohne dass der Sinn im Geringsten verfälscht wird. (Eigentlich ist Cher die lautmalerische Bezeichnung des russischen Buchstaben Х, welche früher auch gleichbedeutend mit dem Wort Kreuz aufgrund der optischen Ähnlichkeit verwendet wurde. Somit handelt es sich um ein Ersatzwort, um das eigentliche Wort nicht auszusprechen und eine Art Eigenzensur durchzuführen; jedoch hat sich im Laufe der Zeit die eigentliche Bedeutung verloren und die Bedeutung der Wörter hat sich im volkstümlichen Gebrauch an Chui angeglichen.)
- Pidor oder Pidaras (russisch пидор bzw. пидарас, in unterschiedlichen Schreibweisen) – verächtlich für Homosexuelle, „Schwuchtel“ (abgeleitet von педераст = Päderast)
- Drotschit′ (russisch дрочить) – wichsen
- Gandon oder Gondon (russisch гандон bzw. гондон) – Kondom
- Suka (russisch сука) bezeichnet eine Schlampe/Hure/Nutte. Genau wie beim englischen bitch ist die eigentliche und durchaus anständige Bedeutung „Hündin“. Diesbezüglich gibt es auch den Ausdruck Sukin syn (Сукин сын – Hurensohn).